# Magyarországi diákok egyetemjárása az újkorban
A Magyarországi diákok egyetemjárása az újkorban egy művelődés- és neveléstörténeti könyvsorozat, amely azon magyarországi diákok iskolázási adatait tartalmazza, akik a Magyar Királyság területén kívüli európai egyetemeken vagy más felsőszintű oktatási intézményekben végezték tanulmányaikat 1526 és 1918 között. Az adattárak legfőbb forrását az egyes oktatási intézmények (egyetemek, akadémiák, stb.) saját nyilvántartási adatai alkotják.

## Története
A budapesti Eötvös Loránd Tudományegyetemen az 1990-as évek elején Szögi László irányításával indult meg azoknak a magyar diákoknak a kutatása, akik az újkorban külföldi egyetemeken tanultak, elsősorban a magyarok által leginkább látogatott német nyelvterületen. A kutatás résztvevői 27 európai ország  mintegy 250 közgyűjteményében, könyvtárakban, levéltárakban, egyetemi irattárakban dolgoztak, az anyagi lehetőségekről függően egyes helyeken éveken keresztül, máshol pedig csak egy-két napig. A magyarok által látogatott európai egyetemek kéziratos anyakönyveit és egyéb nyilvántartásait, illetve az azokból készül forráskiadványokat felhasználva gyűjtötték össze össze a külföldön tanult diákok adatait, és azokat számítógépes adatbázisba vitték. A közel három évtizeden át zajló kutatások eredményeként gazdag adatbázis jött létre az európai egyetemekre irányuló magyarországi peregrinációról a középkori kezdetektől egészen 1918-ig.
Ennek a munkának eredményeképpen jelent meg 1994 és 2018 között a Magyarországi diákok egyetemjárása az újkorban című kiadványsorozat, amely területenként és korszakonként külön kötetekben, azon belül pedig egyetemenként és időrendben közölte a diákoknak a forrásokban föllelhető adatait. Az első kötetet közösen adta ki a Budapest-Gödöllői Egyetemi és Főiskolai Levéltári Szövetség valamint az Eötvös Loránd Tudományegyetem Levéltára, a későbbi köteteknek már egyedül a Levéltár volt a kiadója, Budapesten.
A kezdetben korlátozott célokkal induló kutatás időközben kiteljesedett egész Európára, majd a középkorra is. Utóbbi eredményei a Magyarországi diákok a középkori egyetemeken sorozatban jelentek meg.

## Áttekintés
| ország / város                                        | évkör: kötet     |                |                |               |                |                |
| ----------------------------------------------------- | ---------------- | -------------- | -------------- | ------------- | -------------- | -------------- |
| Ausztria és Csehország                                | 1560–1789: 12.   | 1790–1850: 1.  | 1789–1919: 21. |               |                |                |
| Bécs                                                  | 1526–1789: 13.   | 1715–1789: 2.  | 1789–1848: 20. | 1849–1867: 7. | 1867–1890: 22. | 1890–1918. 10. |
| Pazmaneum (Bécs)                                      | 1623–1951: 8.    |                |                |               |                |                |
| Josephinum (Bécs)                                     | 1775–1874: 18.   |                |                |               |                |                |
| Prága                                                 |                  |                | 1850–1918: 4.  |               |                |                |
| Anglia és Skócia                                      | 1526–1789: 14.   | 1789–1919: 19. |                |               |                |                |
| Itália                                                | 1526–1918: 16/1. |                |                |               |                |                |
| Hollandia                                             | 1595–1918: 15.   | 1789–1919: 3.  |                |               |                |                |
| Lengyelország és Baltikum                             | 1526–1788: 9.    |                |                |               |                |                |
| Németország                                           | 1526–1700: 17.   | 1694–1789: 11. | 1789–1919: 5.  |               |                |                |
| Svájc                                                 | 1526–1788. 6.    | 1789–1919: 3.  | 1526–1919: 23. |               |                |                |
| Franciaország, Belgium, Románia, Szerbia, Oroszország | 1526–1919: 24.   |                |                |               |                |                |

## Kötetek
| kötet | cím, szerző kiadási hely, idő, terjedelem | elektronikus elérhetőség |
| ----- | --- | ------------------------ |
| 1/1.  | Magyarországi diákok a Habsburg Birodalom egyetemein, 1: 1790-1850 / Szögi László, Budapest–Szeged, 1994.                                                  |                          |
| 2.    | Magyarországi diákok a bécsi egyetemen, 1715-1789 / Kiss József Mihály, Budapest, 2000. – 143 p.                                                           |                          |
| 3.    | Magyarországi diákok svájci és hollandiai egyetemeken, 1789-1919 / Szögi László, Budapest, 2000. – 208 p.                                                  |                          |
| 4.    | Magyarországi diákok a prágai egyetemeken, 1850-1918 / Mészáros Andor. – Budapest, 2001. – 180 p.                                                          |                          |
| 5.    | Magyarországi diákok németországi egyetemeken és főiskolákon, 1789-1919 / Szögi László, Budapest, 2001. – 861 p.                                           |                          |
| 6.    | Magyarországi diákok svájci egyetemeken és akadémiákon, 1526-1788 (1798) / Hegyi Ádám, Budapest, 2003. – 123 p.                                            |                          |
| 7.    | Magyarországi diákok bécsi egyetemeken és akadémiákon, 1849-1867 / Szögi László, Kiss József Mihály, Budapest, 2003. – 502 p.                              |                          |
| 8.    | A bécsi Pazmaneum magyarországi hallgatói, 1623-1918(1951) / Fazekas István, Budapest, 2003. – 555 p.                                                      |                          |
| 9.    | Magyarországi diákok lengyelországi és baltikumi egyetemeken és akadémiákon, 1526-1788 / Szögi László, Budapest, 2003. – 255 p.                            |                          |
| 10.   | Magyarországi diákok bécsi egyetemeken és főiskolákon, 1890-1918 / Patyi Gábor, Budapest, 2004. – 529 p.                                                   |                          |
| 11.   | Magyarországi diákok németországi egyetemeken és főiskolákon, 1694-1789 / Tar Attila, Budapest, 2004. – 418 p.                                             |                          |
| 12.   | Magyarországi diákok a Habsburg Birodalom kisebb egyetemein és akadémiáin, 1560-1789 / Varga Júlia, Budapest, 2004. – 392 p.                               |                          |
| 13.   | Magyarországi diákok a bécsi tanintézetekben, 1526-1789 / Kissné Bognár Krisztina, Budapest, 2004. – 552 p.                                                |                          |
| 14.   | Magyarországi diákok angol és skót egyetemeken, 1526-1789 / Gömöri György, Budapest, 2005. – 116 p.                                                        |                          |
| 15.   | Magyarországi diákok holland egyetemeken, 1595-1918 / Bozzay Réka, Ladányi Sándor, Budapest, 2007. – 329 p.                                                |                          |
| 16/1. | Magyarországi diákok itáliai egyetemeken, 1526-1918, I / Szlavikovszky Beáta, Budapest, 2007.                                                              |                          |
| 17.   | Magyarországi diákok németországi egyetemeken és akadémiákon, 1526-1700 / Szögi László, Budapest, 2011. – 486 p.                                           |                          |
| 18.   | A bécsi orvos-sebészeti József-Akadémia (Josephinum) magyarországi növendékei, 1775-1874 / Robert Offner, Hansgeorg von Killyen, Budapest, 2012. – 138 p.  |                          |
| 19.   | Magyarországi diákok angol és skót egyetemeken, 1789-1919 / Sárközi Gabriella, Budapest, 2013. – 200 p.                                                    |                          |
| 20.   | Magyarországi diákok bécsi egyetemeken és akadémiákon, 1789-1848 / Szögi László, Budapest, 2013. – 584 p.                                                  |                          |
| 21.   | Magyarországi diákok a Habsburg Birodalom kisebb egyetemein és akadémiáin, 1789-1919 / Mészáros Andor, Szögi László, Varga Júlia, Budapest, 2014. – 590 p. | EDIT                     |
| 22.   | Magyarországi diákok bécsi egyetemeken és főiskolákon, 1867-1890 / Patyi Gábor [et al.] ; szerk. és a bev. írta Szögi László, Budapest, 2015. – 852 p.     |                          |
| 23.   | Magyarországi diákok svájci egyetemeken és főiskolákon, 1526-1919 / Hegyi Ádám, Szögi László, Budapest, 2016. – 260 p.                                     |                          |
| 24/1. | Magyarországi diákok francia, belga, román, szerb és orosz egyetemeken 1526-1919, I / Szögi László, Varga Júlia, Budapest, 2018. – 172 p.                  | REAL, EDIT               |

## Kapcsolódó oldalak
- Repertorium Academicum Hungariae